# 賭博師 (ショスタコーヴィチ)
『賭博師』（とばくし、Игроки）作品63は、ドミートリイ・ショスタコーヴィチが作曲した未完のオペラ。全25場中最初の8場分のみが作曲された。

## 作曲の過程
このオペラは、ニコライ・ゴーゴリの戯曲『賭博師』の全テクストをそのまま生かして作曲しようという試みの下に作曲が試みられた。大祖国戦争のためにクーイブィシェフに疎開していた1941年12月28日に作曲が開始された。これは交響曲第7番『レニングラード』の終楽章が完成した翌日のことであった。1942年5月～6月に作曲作業が続けられていたが、ソレルチンスキーの『ショスタコーヴィチの生涯』によると、1942年11月末の時点でまだ作曲が続けられ、その1ヵ月後に第8場の途中で作曲を断念した。全25場中最初の8場分だけでも50分を超える切れ目の無い音楽になってしまったために作曲を断念したと考えられている。しかし、ショスタコーヴィチと親交があった、ケルン在住のポーランドの作曲家クシシュトフ・メイエルの補筆によって1983年に発表されており、現在3種類の録音がある。

## 楽器編成
フルート3、オーボエ3、クラリネット4、ファゴット3、ホルン4、トランペット3、トロンボーン3、チューバ1、ティンパニ、トライアングル、タンブリン、Csa、小太鼓、シンバル、大太鼓、Xz、バラライカ、ハープ2、ピアノ、弦五部

## 演奏時間
全曲完成版は約2時間15分（第1幕60分、第2幕40分、第3幕35分）
この他、第1幕の後にカンタータ『ラヨーク』を組み合わせて上演することも行われている。

## あらすじ
旅先で自慢のカルタ賭博で一儲けしようと考えている主人公イーハレフが、宿泊先で出会ったウチェシーチェリヌイとシヴォーフネフとクルーゲリを中心とする詐欺師に逆に騙されてしまい、大損するという話。

## 備考
- プロコフィエフも『賭博者』というオペラを作曲している（1915年 - 1916年作曲、1927年改訂、1929年初演）。こちらはドストエフスキーの小説『賭博者』に基づいている。また、ショスタコーヴィチのオペラのタイトルが複数形であるのに対し、プロコフィエフ作品は単数形（Игрок）である。
- ショスタコーヴィチには、他にも『大きな稲妻』などの未完成のオペラがある。
- ショスタコーヴィチの遺作となった『ヴィオラソナタ』の第2楽章は、本作からの素材に基づいている。